# Самарасімха
Самарасімха (гінді समर सिंह; д/н — 1301) — магаравал Мевару в 1273—1301 роках. Відомий також як Самар Сінґх.

## Життєпис
Походив з династії Гухілотів, старшої гілки Равал, молодшої лінії Кумарасімхи. Син Теджасімхи. Посів трон 1273 року. Спочатку завдав поразки Крішнараджи Парамара, магараджи Арбу, що вимушен був визнати зверхність Мевару. Але невдовзі Крішнараджу повалив Сарангадева Вагела, магараджахіраджа Гуджарату, поставивши там у владі Пратапасімху, сина Крішнараджи. В результаті Самарасімха втратив вплив на це князівство. В подальшому скористався війною Делійського султанату проти ільхана Абаки, змігши розширити володіння в Раджастані.
Близько 1285 року спільно з Сарангадевою Вагела завдав поразки делійському султану Балбану. В подальшому зміг вигнати усі султанські залоги з міст Раджастану. Такий стан речей зберігався до 1296 року, коли в султанаті відновилася стабільність.
Перейшов до джайнізму, перетворивши свою столицю Читтор на важливіший центр цієї релігій в Раджастані. Після цього заборонив вбивство живих істот, насамперед жертвоприношення тощо.
1299 року не зміг завадити делійському війську, відправленому султаном Алауддіном Хілджі проти магарджахіраджи Карнадеви Вагели, який зрештою зазнав поразки. Втім це дозволило Самарасімхи звільтнити від залежності з боку Вагела. 1300 року стикнувся з вторгнення делійського султана, який взяв в облогу Читтор, зрештою визнавши зверхність делі та сплативши данину. З огляду на це 1301 року не надав допомоги Гаммірадеві Чаухан, магарджи Ранастамбхапури, якого після тривалої оборони столиці було переможено султанськимив ійськами.
Помер Самарасімха 1301 року. Йому спадкував син Ратнасімха.